# نیاز محمد امیر لالی
نیاز محمد امیر لالی (زاده: ۱۳۴۱ ولسوالی شاه‌ولی‌کوت، ولایت قندهار) سیاست‌مدار افغانستانی و نماینده مردم قندهار در دوره پانزدهم مجلس نمایندگان افغانستان است.

## زندگی‌نامه
نیاز محمد امیر لالی متولد ۱۳۴۱ از ولسوالی شاه‌ولی‌کوت ولایت قندهار افغانستان است. وی دارای تحصیلات نظامی است.

## دیگر فعالیت‌ها
- قوماندان/فرمانده فرقه/لشکر پانزده.[۱]